# Mompha
Mompha é um gênero de mariposa pertencente à família Coleophoridae.

## Espécies
- Mompha africanella
- Mompha agonistes
- Mompha albapalpella
- Mompha albicornella
- Mompha albidorsella
- Mompha albocapitella
- Mompha amorphella
- Mompha annulata
- Mompha antibathra
- Mompha argentimaculella
- Mompha battis
- Mompha bicristatella
- Mompha bifasciella
- Mompha bottimeri
- Mompha bradleyi
- Mompha brevivittella
- Mompha busckiella
- Mompha calcarata
- Mompha capella
- Mompha catapasta
- Mompha cephalanthiella
- Mompha cephalonthiella
- Mompha chrysargyrella
- Mompha circitor
- Mompha circumscriptella
- Mompha citeriella
- Mompha claudiella
- Mompha coloradella
- Mompha communis
- Mompha complexa
- Mompha concolorella
- Mompha confusella
- Mompha constellaris
- Mompha conturbatella
- Mompha conviva
- Mompha crassinodis
- Mompha cyclocosma
- Mompha deceptella
- Mompha decorella
- Mompha definitella
- Mompha detracta
- Mompha difficilis
- Mompha divisella
- Mompha edax
- Mompha edithella
- Mompha elegans
- Mompha eliosella
- Mompha eloisella
- Mompha engelella
- Mompha epilobiella
- Mompha eremos
- Mompha exodias
- Mompha exsultans
- Mompha falcata
- Mompha farinacea
- Mompha felisae
- Mompha ferax
- Mompha festivella
- Mompha flava
- Mompha floridensis
- Mompha fulvescens
- Mompha gelechiformis
- Mompha gibbiferella
- Mompha glaucella
- Mompha grandis
- Mompha grandisella
- Mompha grissella
- Mompha heterolychna
- Mompha idaei
- Mompha ignobilisella
- Mompha impunctella
- Mompha iridella
- Mompha isocrita
- Mompha iurassicella
- Mompha jurassicella
- Mompha lacteella
- Mompha laevinella
- Mompha langiella
- Mompha laspeyresella
- Mompha laspeyresiella
- Mompha lassula
- Mompha latris
- Mompha leucochrysis
- Mompha locupletella
- Mompha luciferella
- Mompha ludwigiae
- Mompha lychnopis
- Mompha lyonetiella
- Mompha magnatella
- Mompha maniola
- Mompha meridionella
- Mompha metallifera
- Mompha millotella
- Mompha minimella
- Mompha miscecolorella
- Mompha miscella
- Mompha murtfeldtella
- Mompha musota
- Mompha nebulella
- Mompha nigrella
- Mompha niveipunctella
- Mompha nodicolella
- Mompha nuptialis
- Mompha obscurusella
- Mompha obsessa
- Mompha ochraceella
- Mompha ochrosemia
- Mompha oenotheraeella
- Mompha opacella
- Mompha orfilai
- Mompha parilis
- Mompha particornella
- Mompha parvicristatella
- Mompha passerella
- Mompha pecosella
- Mompha permota
- Mompha permutatella
- Mompha pernota
- Mompha phalaropis
- Mompha pilipennella
- Mompha propinquella
- Mompha purpurescens
- Mompha purpuriella
- Mompha pygmaeella
- Mompha quadrilobella
- Mompha quaggella
- Mompha raschkiella
- Mompha ricina
- Mompha rufocristatella
- Mompha sapporensis
- Mompha schrankella
- Mompha sectifera
- Mompha selectiformis
- Mompha sexstrigella
- Mompha staintoni
- Mompha stellella
- Mompha sturnipenella
- Mompha sturnipennella
- Mompha subbistrigella
- Mompha subdivisella
- Mompha subiridescens
- Mompha sympatrica
- Mompha sympotica
- Mompha terminella
- Mompha tetrazonella
- Mompha tricristatella
- Mompha trithalama
- Mompha trochiloides
- Mompha unicristatella
- Mompha unifasciella
- Mompha verruculella